# Playa de Levante (Gibraltar)
La playa de Levante (Eastern Beach en inglés) es la playa más larga y ancha de Gibraltar, recorriendo varios cientos de metros de la orilla oriental del istmo que separa el peñón de España, cerca de la pista de aterrizaje del aeropuerto de Gibraltar. Se encuentra, por tanto, en el territorio del istmo, sobre el que España no reconoce la soberanía británica.
Su entorno urbano es residencial e industrial. A diferencia de la mayoría de las otras playas de Gibraltar, las cuales a veces carecen de luz solar directa debido a la sombra que da el peñón, la playa de Levante disfruta de bastante luz solar directa durante todo el día hasta el ocaso.
El acceso a la playa se hace mediante la carretera Devils Tower Road, que trascurre paralela a la playa hasta alcanzar la pista del aeropuerto.